# Dabrovi
Dabrovi (lat. Castor) rod su vodenih i kopnenih životinja iz porodice Castoridae. Najveći su glodavci sjeverne polutke. Masivne su i zdepaste građe, izvrsni plivači i ronioci. Duljina tijela dosegne 1 metar, visina u hrptu je do 30 cm, a rep je širok i plosnat duljine do 30 cm. Masa odrasle jedinke 20 je do 30 kg. Boja dlake je tamnokestenjasta do sivkasta, na trbuhu je svjetlija dlaka.
Dabar je tipičan monogam. Spolna zrelost nastupa s 2,5 godine kada se mladi dabrovi odvajaju od roditelja i zasnivaju novu obitelj. Pari se od siječnja do ožujka, a parenje se odvija u vodi. Gravidnost traje prosječno 105 dana, a mladi dolaze na svijet od travnja do lipnja. Ima jednu generaciju godišnje. Ženka okoti do 5 mladih. 
Dabar živi na vodotocima i vodenim površinama obraslim bogatom močvarnom vegetacijom zeljastih i drvenastih vrsta. Osnovni stanišni uvjet za dabra je stalna i dovoljno duboka voda (min. 30 cm). Ako nastanjuje manji vodotok koji ponekad postaje previše plitak, na njemu izgradi branu kako bi osigurao dovoljnu razinu vode i zaštitio ulaz u nastambu. 
Dabar je isključivi biljojed, ljeti se hrani sočnim zeljastim biljem koje nalazi u vodi ili neposredno na obali. Koristi za hranu preko 300 zeljastih i drvenastih biljnih vrsta. 
Europski dabar nekada je nastanjivao sve prikladne vodotokove i vodene površine od sjevera do juga europskog kopna, no početkom 20. stoljeća ostao je i opstao samo na četiri odvojena lokaliteta, u južnoj Norveškoj, na rijeci Labi u Njemačkoj i Poljskoj, na donjem toku rijeke Rone u Francuskoj i u Rusiji. 
Zahvaljujući akcijama povratka dabra na nekadašnja staništa diljem Europe početkom novog tisućljeća dabar je ponovno rasprostranjen na širem prostoru i u relativno dobrom brojnom stanju. Prema podacima za 2000. godinu u populacija europskog dabra kreće se od 600 do 650 tisuća dabrova.

## Dabrovi u Hrvatskoj
U Hrvatskoj je dabar nestao krajem 19. stoljeća, a ponovno je vraćen od 1996. do 1998. godine u okviru projekta "Dabar u Hrvatskoj". Procjenjuje se da ih je 2012. godine bilo već preko 1000. Raširili su se u mnoge hrvatske rijeke, a na nekim lokalitetima ih ima i previše. Hrvatski dabrovi su se i sami raselili Bosnom, Slovenijom i Austrijom.

## Izumrle vrste
Jedna vrsta je uzumrla, to je Castor issiodorensis, dok su unutar porodice dva roda nestala: Castoroides (Foster, 1838) i Trogontherium (Fischer & Waldheim, 1809).